# Letov Š-33
Letov Š-33 là một mẫu thử máy bay ném bom tầm xa của Tiệp Khắc trong thập niên 1930, do Letov thiết kế chế tạo.

## Tính năng kỹ chiến thuật
Dữ liệu lấy từ 
Đặc tính tổng quan
- Kíp lái: 3
- Sải cánh: 21,70 m (71 ft 2 in)
- Trọng lượng cất cánh tối đa: 4.400 kg (9.700 lb)
- Động cơ: 1 × Isotta Fraschini kiểu động cơ piston, 600 kW (800 hp)   do Praga chế tạo
- Cánh quạt: 4-lá

Hiệu suất bay
- Vận tốc cực đại: 270 km/h (168 mph; 146 kn)

Vũ khí trang bị

- Súng: three machine-guns
- Bom: lên tới 800 kg (1764 lb)